# فرودگاه باد کیسینگن
فرودگاه باد کیسینگن (به انگلیسی: Bad Kissingen Airport) یک فرودگاه همگانی است که یک باند فرود چمن دارد و طول باند آن ۸۰۵ متر است. این فرودگاه در شهر باد کیسینگن کشور آلمان قرار دارد و در ارتفاع ۱۹۹ متری از سطح دریا واقع شده‌است.